# Шакиров, Каримжан Нурумович
Каримжан Нурумович Шакиров (05.04.1954) — учёный в области юриспруденции, доктор юридических наук, профессор, вице-президент Ассоциации криминалистов Республики Казахстан.

## Биография
Родился 5 апреля 1954 года в городе Алматы.
В 1974 году поступил на юридический факультет Казахского государственного университета им. С. М. Кирова, который с отличием закончил в 1979 году, получив квалификацию юриста. В 1987 году поступил в очную аспирантуру КазНУ им. С. М. Кирова
В 1990 году защитил кандидатскую диссертацию в Киевском государственном университете имени Т. Г. Шевченко по теме: «Теоретические вопросы и возможности автоматизированного решения задач криминалистической экспертизы (на примерах трасологических экспертиз)» В 2002 году защитил докторскую диссертацию в Кыргызско-Российском Славянском университете на тему «Проблемы теории судебной экспертизы: методологические аспекты».

## Трудовая деятельность
1. 1979—1987 — преподаватель КазНУ им. С. М. Кирова
2. 1990—1993 — заведующий отделом научной информации и обобщения экспертной практики, Казахский НИИ судебных экспертиз Минюста Республики Казахстан
3. 1993—1994 — советник заместителя председателя, заведующий отделом обобщения конституционной практики Конституционного Суда Республики Казахстан
4. 1994—1995 — заведующий сектором правовой информации информационно-аналитического центра Верховного Совета Республики Казахстан
5. 1995—1997 — заведующий кафедрой Казахского государственного юридического института
6. 1997—2009 — проректор, директор колледжа Академии юриспруденции — Высшая школа права «Әділет»
7. 2009—2017 — декан факультета международных отношений КазНУ им. Аль-Фараби
8. с 2017 — профессор кафедры международного права факультета международных отношений КазНУ им. Аль-Фараби

## Научная деятельность
Автор около 200 научных публикаций по актуальным вопросам международной политики, права, уголовного процесса, криминалистики, судебной экспертизы и образовательной деятельности.
1. «О реформе правоохранительной системы республики как сфере законотворческой деятельности» (2011)
2. «Судебная биологическая экспертиза» (2012)
3. «Судебная экспертиза в Республике Казахстан: организация и производство» : учебное пособие (2012)
4. «Казахстан и ООН : внешнеполитические инициативы Н. Назарбаева сквозь призму двух десятилетий» (2013)
5. «Вступление Казахстана во Всемирную торговую организацию: преимущества и угрозы» (2014)
6. «Судебно-медицинская экспертиза как наука: философская оправдание ситуации и развитие» (2015)
7. «Конституционное регулирование внешнеполитических полномочий Президентов Республики Казахстан и Французской Республики: сравнительно-правовой анализ» (2015)
8. «Судебная экспертология: проблемы и решения (от теории — к практике» : монография (2016)
9. «Влияние на экстрадицию особенностей правового статуса индивида на примере отказа государством от выдачи собственных граждан» (2016)
10. «Принцип территориальной целостности в системе принципов Устава ООН» (2016)
11. «Институт специалиста в уголовном судопроизводстве Республики Казахстан: законодательные новации» (2016)
12. «Республика Казахстан и правовые механизмы защиты прав и законных интересов этнических меньшинств» (2016)
13. «Глобальная политическая стабильность: Специальный Суд как действенный международно-правовой инструмент по борьбе с ИГИЛ» (2016)
14. «Судебная экспертиза» (часть общая): учебно-практическое пособие в схемах (2017)
15. «Международные соглашения как источник правового регулирования иностранных инвестиций» (2017)
16. «О спорных аспектах регламентации института специальных знаний в судопроизводстве Республики Казахстан» (2018) и др.

## Награды и звания
1. Доктор юридических наук (2005)
2. Профессор (2011)
3. Почётный Академик АПН РК (2021)
4. Медаль «10 лет Конституции Республики Казахстан» (2005)
5. Юбилейная медаль «75 лет КазНУ им. аль-Фараби» (2009)
6. «Лучший преподаватель высшего учебного заведения РК» (2013)
7. Почетная медаль Конституционного Совета РК за вклад в конституционное законодательство РК (2014)
8. Медаль им. А. Байтурсынова (2014)
9. Медаль Ассоциации ветеранов войны в Афганистане «Ветераны Казахстана» (2014)
10. Медаль «20 лет Конституции Республики Казахстан» (2015)
11. Юбилейная медаль «80 лет КазНУ им. аль-Фараби» (2015)
12. Юбилейная медаль «25 лет Конституции Казахстана» (2020)